# Olympische Jugend-Sommerspiele 2010/Teilnehmer (Paraguay)
| Gelbes Symbol für Goldmedaillen mit stilisierten Olympischen Ringen | Graues Symbol für Silbermedaillen mit stilisierten Olympischen Ringen | Braundes Symbol für Bronzemedaillen mit stilisierten Olympischen Ringen |
| ------------------------------------------------------------------- | --------------------------------------------------------------------- | ----------------------------------------------------------------------- |
| —                                                                   | —                                                                     | —                                                                       |

Die Jugend-Olympiamannschaft aus Paraguay für die I. Olympischen Jugend-Sommerspiele vom 14. bis 26. August 2010 in Singapur bestand aus fünf Athleten.

## Athleten nach Sportarten

### Leichtathletik
Mädchen
- Paola Miranda
Hammerwurf: DNS (Finale)

### Schwimmen
Mädchen
- María López
50 m Freistil: 29. Platz
100 m Freistil: 35. Platz

### Tennis
| Mädchen - Verónica Cepede Royg Einzel: 25. Platz Doppel: 1. Runde (mit Agustina Sol Eskenazi Argentinien) | Jungen - Diego Galeano Einzel: 25. Platz Doppel: 4. Platz (mit Ricardo Rodríguez Venezuela) |

### Tischtennis
Jungen
- Axel Gavilán
Einzel: 17. Platz
Mixed: 21. Platz (mit Ariel Hsing  Vereinigte Staaten)